# Podkułacznik
Podkułacznik – pojęcie używane w propagandzie komunistycznej w okresie kolektywizacji rolnictwa w ZSRR w latach 20. i 30. XX wieku na określenie pomocników lub popleczników kułaków.
Słowo „podkułacznik” – inaczej niż kułak – nie występowało w języku rosyjskim w okresie przed rewolucją bolszewicką. Stanowiło ono propagandowy neologizm używany wobec tych mieszkańców wsi, którzy byli niechętni władzy komunistycznej lub forsowanej przez nią kolektywizacji, a których nie dawało się zaliczyć do kułaków z uwagi na brak jakiegokolwiek majątku.
Uznanie za podkułacznika oznaczało zaliczenie do wrogów władzy radzieckiej (por. wróg ludu), przeciw któremu uzasadnione było stosowanie wszelkich form represji państwowej, przewidzianych do stosowania wobec kułaków (deportacja do obozów Gułagu, zesłanie administracyjne do odległych rejonów ZSRR, nakaz opuszczenia danej guberni). Wobec braku jakichkolwiek kryteriów, decydowało uznanie lokalnej władzy komunistycznej. W praktyce podstawą do represjonowania podkułacznika była np. jego niechęć do udziału w akcji rozkułaczania; jakakolwiek pomoc lub okazywanie współczucia rozkułaczonym sąsiadom; przechowywanie ich mienia lub inwentarza, podlegającego konfiskacie itp.
W ten sposób każdy mieszkaniec wsi, który nie wykazywał należytego entuzjazmu wobec kolektywizacji, mógł podlegać represjom bądź jako kułak bądź jako podkułacznik – jeśli nie posiadał żadnego majątku.